# Gonomyia (Leiponeura) pleurostriata
Gonomyia (Leiponeura) pleurostriata is een tweevleugelige uit de familie steltmuggen (Limoniidae). De soort komt voor in het Australaziatisch gebied.